# Centenera
Centenera – gmina w Hiszpanii, w prowincji Guadalajara, w Kastylii-La Mancha, o powierzchni 17,52 km². W 2011 roku gmina liczyła 110 mieszkańców.